# Женя Гребенников
Женя Гребенников (13 серпня 1990 , Ренн ) — французький волейболіст російського походження, олімпійський чемпіон 2020 та 2024 років, чемпіон Європи.

## Титули та досягнення
За збірну
- Олімпійський чемпіон 2020 року
- Олімпійський чемпіон 2024 року
- Чемпіон Європи 2015 року
- Переможець Світової ліги 2015 та 2017 року
- Бронзовий призер Світової ліги 2016 року
- Переможець Ліги націй 2022 року
- Переможець Ліги націй 2024 року
- Срібний призер Ліги націй 2018 року
- Бронзовий призер Ліги націй 2021 року

Клубні
 Ренн
- Володар Кубка Франції (1): 2011/12

 Фрідріхсгафен
- Чемпіон Німеччини (1): 2014/15
- Срібний призер чемпіонату Німеччини (1): 2013/14
- Володар Кубку Німеччини (2): 2013/14, 2014/15

 Лубе Воллей
- Чемпіон Італії (1): 2016/17
- Срібний призер чемпіонату Італії (1): 2017/18
- Володар Кубку Італії (1): 2016/17
- Фіналіст Ліги чемпіонів (1): 2017
- Фіналіст Клубного чемпіонату світу (1): 2017/18

 Трентіно Воллей
- Володар Кубку Європейської конфедерації (1): 2018/19
- Переможець Клубного чемпіонату світу (1): 2018

Особисті
- Найкращий ліберо Чемпіонату світу 2014 року
- Найкращий ліберо Чемпіонату Європи 2015 року
- Найкращий ліберо Ліги чемпіонів 2016 року
- Найкращий ліберо Світової ліги 2016 року
- Найкращий ліберо Ліги чемпіонів 2017 року
- Найкращий ліберо Клубного чемпіонату світу 2017 року
- Найкращий ліберо Ліги чемпіонів 2018 року
- Найкращий ліберо Ліги націй 2018 року
- Найкращий ліберо Клубного чемпіонату світу 2018 року
- Найкращий ліберо Олімпійських ігор 2020 року
- Найкращий ліберо Ліги націй 2022 року
- Найкращий ліберо Олімпійських ігор 2024 року